# Atletisme als Jocs Olímpics d'Estiu de 1928 - llançament de martell masculí
El llançament de martell masculí va ser una de les proves del programa d'atletisme disputades durant els Jocs Olímpics d'Amsterdam de 1928. La prova es va disputar el 30 de juliol de 1928 i hi van prendre part 16 atletes d'11 nacions diferents.

## Medallistes
| Or                    | Plata               | Bronze             |
| Pat O'Callaghan (IRL) | Ossian Skiöld (SWE) | Edmund Black (USA) |

## Rècords
Aquests eren els rècords del món i olímpic que hi havia abans de la celebració dels Jocs Olímpics de 1928.
| Rècord del Món | 57,77 m | Patrick Ryan | Nova York (USA) | 17 agost 1913  |
| Rècord Olímpic | 54,74 m | Matt McGrath | Estocolm (SWE)  | 14 juliol 1912 |

Durant la competició no hi va haver cap nou rècord olímpic ni mundial.

## Resultats
Els sis millors llançadors es van classificar per a la final. La final es va celebrar el mateix dia. Es desconeix l'ordre i distància dels llançaments, a excepció del millor.
| Pos. | Atleta           | Nació         | Classificació | Final               | Distància |
| ---- | ---------------- | ------------- | ------------- | ------------------- | --------- |
| 1    | Pat O'Callaghan  | Irlanda       | 47.49         | 51.39               | 51.39     |
| 2    | Ossian Skiöld    | Suècia        | 51.29         | Desconegut          | 51.29     |
| 3    | Edmund Black     | Estats Units  | 49.03         | Desconegut          | 49.03     |
| 4    | Armando Poggioli | Itàlia        | 46.96         | 48.37               | 48.37     |
| 5    | Donald Gwinn     | Estats Units  | 47.15         | Desconegut          | 47.15     |
| 6    | Frank Conner     | Estats Units  | 46.75         | Desconegut          | 46.75     |
| 7    | Federico Kleger  | Argentina     | 46.61         | no passa a la final | 46.61     |
| 8    | Ricardo Bayer    | Xile          | 46.34         | no passa a la final | 46.34     |
| 9    | Erik Eriksson    | Finlàndia     | 46.22         | no passa a la final | 46.22     |
| 10   | Henk Kamerbeek   | Països Baixos | 46.02         | no passa a la final | 46.02     |
| 11   | Malcolm Nokes    | Regne Unit    | 45.37         | no passa a la final | 45.37     |
| 12   | Kenneth Caskey   | Estats Units  | 44.80         | no passa a la final | 44.80     |
| 13   | Camillo Zemi     | Itàlia        | 44.47         | no passa a la final | 44.47     |
| 14   | Carl Johan Lind  | Suècia        | 44.46         | no passa a la final | 44.46     |
| 15   | Yoshio Okita     | Japó          | 44.41         | no passa a la final | 44.41     |
| 16   | Harald Stenerud  | Noruega       | 41.06         | no passa a la final | 41.06     |